# Kanton Toulouse-4
Kanton Toulouse-4 (francouzsky Canton de Toulouse-4) je francouzský kanton v departementu Haute-Garonne v regionu Midi-Pyrénées. Tvoří ho pouze část města Toulouse (čtvrtě Compans-Caffarelli, Le Bearnais, Les Amidonniers, Minimes a Les Sept Deniers).